# David Olney
David Charles (David) Olney (Providence, Rhode Island, 23 maart 1948 - Seaside (Florida), 18 januari 2020), was een Amerikaans singer-songwriter.
Olney had in Nederland een enthousiaste fanbase. Vier van zijn concertalbums nam hij in Nederland op.

## Biografie

### Rock-jaren
Na een korte studie aan de Universiteit van North Carolina te Chapel Hill kwam Olney als gitarist bij de band van zijn studiegenoot Bland Simpson. In 1971 namen zij in New York een album op. Toen Simpson in 1973 naar North Carolina terugkeerde om zijn studie af te maken, vertrok Olney naar Nashville (Tennessee).

Als zanger nam hij met de rockband The X-Rays twee albums op voor het label Rounder Records. De band stond in het voorprogramma van onde anderen Elvis Costello en speelde op Austin City Limits. 

### Singer-songwriter
Na het uiteenvallen van de X-Rays in 1985 stapte Olney over op akoestische gitaar. In 1986 kwam zijn debuutalbum Eye of the Storm uit.

Olney profileerde zich begin jaren 90 tot een invloedrijke singer-songwriter in de Nashville scene, zoals Todd Snider hem bezingt in zijn story-song From a rooftop. Meerdere Nashville-artiesten namen zijn songs op hun repertoire. Olney schreef vaak met John Hadley.

Op zijn album High wide and Lonesome uit 1994 werd Olney begeleid door onder anderen Garth Hudson en Rick Danko van The Band. Rodney Crowell zingt op het nummer Vincent's Blues.

### Olney en Nederland
Olney had een sterke band met Nederland. Hij trad er vaak op en maakte er opnamen, ook met Nederlandse artiesten. Dat begon op 23 oktober 1993, toen in Lichtenvoorde Live in Holland werd opgenomen, tijdens een tour met Steve Young.

In 2004 werd in Nederland Illegal Cargo opgenomen, met begeleiding van Ad Vanderveen. In 2005 toerde Olney met Freek de Jonge door Nederland, begeleid door onder anderen Sergio Webb en Cock van Vuuren.
Het live-album Leonora uit 2006 is een compilatie van live-registraties in Nederland tijdens de 2004 en 2005 tour. Ook Dutchman's Curve uit 2010 over een treinwrak bij Nashville herinnert aan Holland. Tijdens de Holland Tour - met Sergio Webb - werd op 7 en 8 december 2013 in Aalsmeer het album Holiday in Holland opgenomen.
Zijn laatste twee CDs, Evermore en Nevermore (2022) zijn opnames David en Daniel Seymour, opgenomen tijdens tours in 2016 en 2018.

### Gestorven in het harnas
Olney kreeg een hartaanval tijdens een optreden op het 30A Songwriter Festival en overleed op 71-jarige leeftijd.

## Citaat
"Songwriters moeten in staat zijn om net als acteurs in andermans huid te kruipen", zegt Olney in een interview, "zelfs in de huid van de ezel die Christus Jeruzalem binnenvoer".

## Discografie
- 1986: Eye of the Storm (Philo / Rounder)
- 1988: Deeper Well (Philo)
- 1991: Roses (Philo)
- 1991: Top to Bottom (Appaloosa)
- 1992: Border Crossing (SilenZ Records)
- 1994: Ache of Longing (Roadsongs)
- 1994: Live in Holland (StrictlyCountryRecords.com)
- 1995: High, Wide and Lonesome (Philo / Rounder)
- 1997: Real Lies (Philo)
- 1999: Through a Glass Darkly (Philo / Rounder)
- 1999: Ghosts in the Wind: Live at La Casa, Michigan (Barbed)
- 2000: Omar's Blues (Dead Reckoning)
- 2002: Women Across the River: Live in Holland (StrictlyCountryRecords.com)
- 2003: The Wheel (Loud House)
- 2004: Illegal Cargo: Live in Holland (StrictlyCountryRecords.com)
- 2005: Migration (Loud House)
- 2006: Lenora: Live in Holland (StrictlyCountryRecords.com)
- 2007: One Tough Town (Red Parlor)
- 2008: Live at Norm's River Roadhouse, Volume 1 (Deadbeat) with Sergio Webb and Jack Irwin
- 2009: Ol' Diz: A Musical Baseball Story. A Songwriters' Work in Progress (Deadbeet) with John Hadley
- 2010: Dutchman's Curve (Deadbeet / Continental Song City)
- 2012: The Stone (Deadbeet)
- 2012: Robbery & Murder (Deadbeet) collects the EPs Film Noir, The Stone, and Robbery & Murder as a 3-CD box set
- 2013: Predicting The Past: Introducing Americana Music Vol.2 (Rootsy) [Two discs. Disc 2: retrospective 2000–2012, all previously released]
- 2014: Sweet Poison (StrictlyCountryRecords.com)  available at shows starting Nov. 2013, generally released in Jan. 2014
- 2014: When the Deal Goes Down" (Deadbeet)
- 2016: Holiday In Holland (StrictlyCountryRecords.com)  with Sergio Webb
- 2017: Don't Try to Fight It (Red Parlor)
- 2018 This side or the other
- 2022: Evermore  (StrictlyCountryRecords.com)  with Daniel Seymour
- 2022: Nevermore  (StrictlyCountryRecords.com)  with Daniel Seymour

## Covers
- "Jerusalem tomorrow" door Emmylou Harris, Johnny Cash
- "Woman across the river" door Linda Ronstad
- "Saturday night and Sunday morning" door Steve Earle
- "1917" door Linda Ronstadt en Emmylou Harris

- Gemeinsame Normdatei: 134583744
- International Standard Name Identifier: 0000 0000 5549 2947
- Library of Congress Control Number: n95056540
- MusicBrainz: 3f7d5d4d-0cdc-41dd-82b0-6b03ace04a6a
- SNAC: w6m94t4r
- Virtual International Authority File: 78027130
- WorldCat: E39PBJkD8xTkBTmJQpdV6mTGpP